# Квант проводимости
Квант проводимости, обозначенный символом {\displaystyle G_{0}}, является квантованной единицей электрической проводимости. Он определяется элементарным зарядом {\displaystyle e} и постоянной Планка {\displaystyle h} как.  :
{\displaystyle G_{0}={\frac {2e^{2}}{h}}} = 7.748091 729 … {\displaystyle \times 10^{-5}} См.
Он появляется при измерении проводимости квантового точечного контакта и, в более общем плане, является ключевым компонентом формулы Ландауэра, которая связывает электрическую проводимость квантового проводника с его квантовыми свойствами. Эта величина в два раза больше постоянной фон Клитцинга ({\displaystyle 2/R_{K}}).
Обратите внимание, что квант проводимости не означает, что проводимость любой системы должна быть целым числом, кратным {\displaystyle G_{0}}. Вместо этого он описывает проводимость двух квантовых одномерных каналов (один канал для спина вверх и один канал для спина вниз), если вероятность прохождения электрона, который входит в канал, равна единице, то есть если транспорт через канал является баллистическим. Если коэффициент прохождения меньше единицы, то проводимость канала меньше {\displaystyle G_{0}}. Полная проводимость системы равна сумме проводимости всех параллельных квантовых каналов, составляющих систему.

## Вывод
В 1D проводе, соединяющем два резервуара с химическими потенциалами {\displaystyle \mu _{1}} и {\displaystyle \mu _{2}} адиабатически:
Плотность состояний равна:
{\displaystyle {\frac {\mathrm {d} n}{\mathrm {d} \epsilon }}={\frac {2}{hv}}~,}
где: 
множитель {\displaystyle 2} обусловлен вырождением состояния по электронному спину;
{\displaystyle h} — постоянная Планка;
{\displaystyle v} — скорость электрона.
Напряжение:
{\displaystyle V=-{\frac {(\mu _{1}-\mu _{2})}{e}}~,}
где:
{\displaystyle e} — заряд электрона.
Проходящий одномерный ток — это плотность тока:
{\displaystyle j=-ev(\mu _{1}-\mu _{2}){\frac {\mathrm {d} n}{\mathrm {d} \epsilon }}~.}
Это приводит к квантованной проводимости:
{\displaystyle G_{0}={\frac {I}{V}}={\frac {j}{V}}={\frac {2e^{2}}{h}}~.}

## Наблюдение
Квантованная (квантовая) проводимость возникает в проводах, которые являются баллистическими проводниками, когда длина свободного пробега намного больше, чем длина провода: {\displaystyle l_{\rm {el}}\gg L}. B. J. van Wees et al. впервые наблюдали эффект в точечном контакте в 1988 г.. Углеродные нанотрубки имеют квантованную проводимость, не зависящую от диаметра. Квантовый эффект Холла можно использовать для точного измерения значения кванта проводимости.

## Мотивация из принципа неопределенности
Простая, интуитивно понятная мотивация для кванта проводимости может быть получена с использованием минимальной неопределенности энергия-время. {\displaystyle \Delta E\Delta t\approx h}, где {\displaystyle h} — постоянная Планка. Электрический ток {\displaystyle I} в квантовом канале можно выразить как {\displaystyle e/\tau }, где {\displaystyle \tau } — время пролёта, {\displaystyle e} — заряд электрона. Подача напряжения {\displaystyle V} приводит к приросту энергии {\displaystyle E=eV}. Если предположить, что неопределенность энергии порядка {\displaystyle E}, а неопределенность времени порядка {\displaystyle \tau }, то можно записать {\displaystyle \Delta E\Delta t\approx (eV)(e/I)\approx h} . Используя тот факт, что электрическая проводимость {\displaystyle G=I/V}, это приводит к:
{\displaystyle G\approx e^{2}/h~.}